# Mindszenty József Általános Iskola, Gimnázium és Kollégium
A Mindszenty József Általános Iskola, Gimnázium és Kollégium egy katolikus oktatási intézmény Zalaegerszegen a Notre Dame rend fenntartásában. 

## Története
1928-ban Mindszenty József Törökbálintról Zalaegerszegre hívta a Notre Dame Női Kanonok- és Tanító rend nővéreit, hogy segítsék és tanítsák a helyi leányokat. Segítségükkel 1929-ben létrehozta a Notre Dame nővérek leánynevelőintézetét vagyis tanítónőképzőjét, valamint elemi és polgári iskoláját a 100 fős internátus mellett. Mindszenty szinte a sajátjaként tekintett az intézményre, és erősen támogatta a hitéleti nevelését igazgatóként, egészen az 1944-es veszprémi püspöki kinevezéséig. 

## Képzések
- négyévfolyamos angol-francia tagozat (fél osztály)
- négyévfolyamos angol-orosz tagozat (fél osztály)
- négyévfolyamos angol-informatika tagozat (fél osztály)
- négyévfolyamos angol-dráma tagozat (fél osztály)
- négyévfolyamos angol-német tagozat

Mindegyik tagozaton az angol nyelvet az évfolyam különböző szintű csoportokra bontva tanulja heti 5 tanórában.
A német, orosz és francia nyelvet a tagozatosok szintén heti 5 órában, a létszámtól függő csoportbontásban tanulják. 
A dráma és informatika tagozatosok német nyelvet tanulnak második idegennyelvként heti 3 órában. 
Mivel vallásos iskola, órarendileg van heti két alkalommal hittan (római katolikus, református és evangélikus), emellett minden hónap első péntekén mise az osztályfőnöki órák keretében.